# Kamienica Swiechowiczowska w Krakowie
Kamienica Swiechowiczowska – zabytkowa kamienica znajdująca się w Krakowie, w dzielnicy I Stare Miasto przy ulicy Grodzkiej 23, na Starym Mieście.

## Historia kamienicy
Kamienica została wzniesiona w połowie XIV wieku. Jej pierwszym właścicielem był Gyslone z Opawy. W XV wieku została przebudowana. W 1653 po raz pierwszy pojawia się w źródłach nazwa Kamienica Swiechowiczowska, pochodząca od nazwiska ówczesnego właściciela. W latach 1768–1770 dom został przebudowany na zlecenie rodziny Lewickich. Kamienica spłonęła podczas wielkiego pożaru Krakowa w 1850. Odbudowano ją w 1851. Ostatnia przebudowa miała miejsce na początku XX wieku. Od 1910 budynek jest własnością komunalną.
10 marca 1966 kamienica została wpisana do rejestru zabytków. Znajduje się także w gminnej ewidencji zabytków.